# قانون‌های گردهم‌آیی
قوانین گردهم‌آیی (به انگلیسی: Assembly rules) در یک جامعه، مجموعه‌ای از قانون‌های بحث‌برانگیز در محیط زیست هستند که برای نخستین بار توسط جارد دایموند پیشنهاد شد.

## قانون‌ها
این قانون‌ها به دنبال بیش از یک دهه تحقیق دربارهٔ مجموعه‌های پرندگان در جزیره‌های نزدیک گینه نو ایجاد شد. این قانون‌ها بیان می‌کنند که رقابت مسئول تعیین الگوهای ترکیب گردهم‌آیی است.

### قانون ۱

#### ترکیب‌های گونه‌های ممنوعه
قانون اول "ترکیب گونه‌های ممنوعه" است. فرضیه دایموند این بود که رقابت، نه مهاجرت تصادفی، نیروی اصلی ساختاردهنده ترکیب گونه‌ای جزایر است. 

### قانون ۲

#### کاهش هم‌پوشانی
تد کیس این قانون تجمع را آزمایش کرد که گونه‌هایی که در جزایر با هم زندگی می‌کنند باید هم‌پوشانی کمتری نسبت به مجموعه‌های تصادفی داشته باشند.